# Cha Bum-kun
Cha Bum-kun (en hangul, 차범근; en hanja, 車範根; Hwaseong, Corea del Sur, 22 de mayo de 1953) es un exfutbolista y entrenador surcoreano.
Inició su carrera deportiva en clubes semiprofesionales y en 1979 fue contratado por el Eintracht Fráncfort alemán, convirtiéndose en el segundo futbolista asiático en jugar en Europa. Después de cuatro años con la entidad francfortesa, en 1983 se marchó al Bayer Leverkusen y permaneció allí hasta su retirada en 1989. A lo largo de once temporadas en la Bundesliga ganó dos Copas de la UEFA (1979/80 y 1987/88) y una Copa de Alemania (1980/81), siendo apodado «Tscha Bum» por su potente disparo, su velocidad y su técnica con el balón. Tras retirarse ha fundado una escuela deportiva en su país y ha trabajado como entrenador de fútbol; su empleo más relevante en ese ámbito fue la dirección técnica de Corea del Sur en la Copa Mundial de 1998.
Ha sido internacional absoluto desde 1972 hasta 1979, con un breve regreso para disputar la Copa Mundial de 1986. Es el futbolista surcoreano con más internacionalidades y goles anotados.
Por su papel relevante en el desarrollo del fútbol asiático, ha sido seleccionado «mejor futbolista del siglo XX en Asia» por la Federación Internacional de Historia y Estadística de Fútbol.

## Carrera

### Clubes como futbolista

#### Inicios en Corea del Sur
Cha Bum-kun nació en Hwaseong y se formó como jugador en clubes escolares, en una época en la que el fútbol surcoreano no estaba profesionalizado. A nivel juvenil destacó por haber ganado el Campeonato Nacional de 1974 con el plantel de la Universidad de Corea, así como por sus presencias habituales en la selección surcoreana. Aunque en 1976 fue contratado por el equipo de empresa del Seoul Trust Bank, pronto tuvo que dejarlo para cumplir el servicio militar obligatorio; durante los siguientes tres años compaginó su servicio en las Fuerzas Aéreas de Corea con un puesto titular en el equipo del Ejército del Aire.
Su destacada actuación con la selección surcoreana en la Copa del Presidente de 1978 llamó la atención del Eintracht Fráncfort, uno de los equipos invitados al torneo. En aquel momento el conjunto francfortés tenía cubiertas sus plazas extranjeras, por lo que uno de sus rivales en la Bundesliga alemana, el modesto SV Darmstadt 98, llegó a un acuerdo con él para contratarle por un semestre.
La llegada del surcoreano a Darmstadt le convertiría en el segundo futbolista asiático que fichaba por un club de Europa, después del japonés Yasuhiko Okudera.
Aunque Cha aprovechó el final de los Juegos Asiáticos de 1978 para marcharse a Alemania, el Ejército surcoreano reclamó su vuelta a Corea para que completara el servicio militar. Tras cumplir su obligación en mayo de 1979, el Eintracht Fráncfort liberó una de sus plazas y confirmó el fichaje tal y como había prometido.

#### Etapa en Alemania
El 26 de julio de 1979 fue presentado como jugador del Eintracht Fráncfort. A pesar de llegar como un desconocido para el público alemán, se hizo con la titularidad en las primeras jornadas gracias a su acierto goleador: doce tantos en 31 partidos de la temporada de debut. Además el equipo se hizo con la Copa de la UEFA 1979-80, gracias a un ajustado triunfo sobre el Borussia Mönchengladbach, y el surcoreano entró en la lista de los mejores futbolistas de la liga. Al año siguiente ganó otro título, la Copa de Alemania, con un gol en la final frente al 1. FC Kaiserslautern. A título individual fue el máximo goleador del Eintracht durante tres temporadas consecutivas, desde 1980 hasta 1983.
Para la campaña 1983-84 fue traspasado al Bayer Leverkusen, en el que militaría durante las siguientes seis temporadas. En 1985-86 se convirtió en el máximo goleador del plantel, con diecisiete tantos en 34 jornadas, y culminó su carrera con el regreso a la selección para disputar la Copa Mundial de México 1986.
Volvería a conquistar un título en la Copa de la UEFA 1987-88, donde el Bayer derrotó al RCD Español por 3-3 con una agónica remontada en el partido de vuelta: Cha marcó el tanto que a diez minutos del final igualaba la eliminatoria, resuelta en los penaltis con victoria para el conjunto alemán.
Se retiró del fútbol en 1989, a los 36 años, con un saldo de 98 goles en 308 partidos oficiales que le convertían en el máximo goleador extranjero de la Bundesliga hasta la fecha. Esta plusmarca fue superada en 1998 por el suizo Stéphane Chapuisat.

### Selección nacional como futbolista

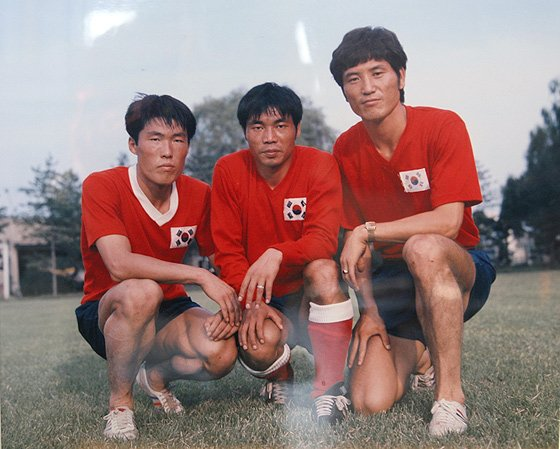
Cha con Park Lee-chun y Kim Jae-han jugando para la selección surcoreana en los años 1970.

Cha Bum-kum ha sido internacional por la selección de fútbol de Corea del Sur en 136 ocasiones y ha marcado 58 goles. La mayor parte de esta etapa se ha desarrollado en la década de 1970, cuando aún jugaba en las competiciones de su país. A pesar de renunciar a estos compromisos mientras estaba en la liga alemana, sigue siendo el máximo goleador de la selección surcoreana y comparte el récord de convocatorias con Hong Myung-bo.
Entre 1970 y 1972 formó parte del combinado nacional sub-20, tras lo cual fue convocado con la absoluta para la Copa Asiática 1972; su debut llegó el 7 de mayo frente a la selección de Irak, y tres días después marcó su primer gol ante la República Jemer. Con el paso del tiempo se convirtió en un habitual de competiciones asiáticas como la Copa del Presidente de Corea, el Pestabola Merdeka de Malasia y la Copa del Rey de Tailandia.
El último gran torneo internacional de Cha fueron los Juegos Asiáticos de 1978; Corea del Sur se llevó la medalla de oro ex aequo con Corea del Norte, luego de un empate a cero en la final.
Después de marcharse a Alemania dejó de ser convocado por la selección surcoreana. Sin embargo, cuando el país se clasificó para la Copa Mundial de Fútbol de 1986, el seleccionador Kim Jung-nam volvió a llamarle como reconocimiento a su trayectoria. Disputó los tres partidos de la fase de grupos y no pudo evitar que su selección cayera eliminada.

### Como entrenador

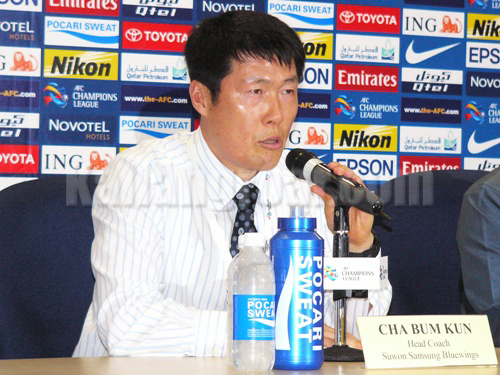
Rueda de prensa como entrenador del Suwon Samsung Bluewings (2009).

En un primer momento, Cha Bum-kun regresó a Corea del Sur para dirigir una escuela de fútbol, el Chaboom F.C., que había fundado años antes de retirarse. En 1991 aceptó entrenar al Hyundai Horangi, equipo de la liga profesional surcoreana. Durante los siguientes tres años supo establecer un modelo basado en su experiencia en el fútbol alemán, con un estilo de juego físico y disciplinado, pero no ganó ningún título y en 1994 fue reemplazado por Ko Jae-wook.
En 1997 volvió al banquillo para dirigir a la selección de Corea del Sur en la fase final de la clasificación asiática para la Copa Mundial de 1998. El plantel consolidó el pase como campeón de grupo con seis victorias, por las que Cha fue galardonado como mejor entrenador de la Confederación Asiática. Sin embargo en la Copa Mundial su país cayó en la fase de grupos, y el director técnico fue cesado en la segunda jornada después de una contundente derrota por 5:0 frente a los Países Bajos de Guus Hiddink. Ese mismo año fue contratado por el Shenzhen Pingan, al que ayudó a mantenerse en la máxima categoría china hasta 1999, y luego aparcó su carrera como técnico para convertirse en comentarista en la televisión surcoreana.
En 2004 asumió el cargo de entrenador del Suwon Samsung Bluewings, cargo que ocuparía durante las siguientes seis temporadas. Bajo su mandato el equipo obtuvo dos campeonatos de Liga (2004 y 2008), dos Copas de Corea (2009 y 2010), dos Copas de la Liga (2005 y 2008), la Supercopa de 2005 y el Campeonato Pan-Pacífico de Clubes 2009. Tras dejar el puesto en 2010, se ha centrado en su escuela de fútbol.

## Trayectoria

### Clubes como futbolista
| Club                             | País                | Año       |
| -------------------------------- | ------------------- | --------- |
| Seoul Trust Bank                 | Corea del Sur       | 1976      |
| ROK Air Force (servicio militar) | Corea del Sur       | 1976-1979 |
| Darmstadt 98                     | Alemania Occidental | 1978-1979 |
| Eintracht Fráncfort              | Alemania Occidental | 1979-1983 |
| Bayer Leverkusen                 | Alemania Occidental | 1983-1989 |

### Selección nacional como futbolista
| Selección | País          | Año       |
| --------- | ------------- | --------- |
| Sub-20    | Corea del Sur | 1970-1972 |
| Absoluta  | Corea del Sur | 1972-1986 |

### Clubes como entrenador
| Club                    | País          | Año       |
| ----------------------- | ------------- | --------- |
| Hyundai Horang-i        | Corea del Sur | 1991-1994 |
| Shenzhen Ping'an        | China         | 1998-1999 |
| Suwon Samsung Bluewings | Corea del Sur | 2004-2010 |

### Selección nacional como entrenador
| Selección | País          | Año       |
| --------- | ------------- | --------- |
| Absoluta  | Corea del Sur | 1997-1998 |

## Estadísticas

### Como futbolista

#### Clubes
| Club | Div.          | Temporada     | Liga  | Liga  | Liga   | Copas nacionales(1) | Copas nacionales(1) | Copas nacionales(1) | Copas internacionales(2) | Copas internacionales(2) | Copas internacionales(2) | Total | Total | Total  | Media goleadora(3) |
| Club | Div.          | Temporada     | Part. | Goles | Asist. | Part.               | Goles               | Asist.              | Part.                    | Goles                    | Asist.                   | Part. | Goles | Asist. | Media goleadora(3) |
| --- | ------------- | ------------- | ----- | ----- | ------ | ------------------- | ------------------- | ------------------- | ------------------------ | ------------------------ | ------------------------ | ----- | ----- | ------ | ------------------ |
| Seoul Trust Bank Corea del Sur |               |               |       |       |        |                     |                     |                     |                          |                          |                          |       |       |        |                    |
| 1.ª | 1976          | ?             | ?     | ?     | ?      | ?                   | ?                   | —                   | —                        | —                        | ?                        | ?     | ?     | ?      |                    |
| Total club | Total club    | ?             | ?     | ?     | ?      | ?                   | ?                   | ?                   | ?                        | ?                        | ?                        | ?     | ?     | ?      |                    |
| ROK Air Force Corea del Sur |               |               |       |       |        |                     |                     |                     |                          |                          |                          |       |       |        |                    |
| 1.ª | 1976          | ?             | ?     | ?     | ?      | ?                   | ?                   | —                   | —                        | —                        | ?                        | ?     | ?     | ?      |                    |
| 1.ª | 1977          | ?             | ?     | ?     | ?      | ?                   | ?                   | —                   | —                        | —                        | ?                        | ?     | ?     | ?      |                    |
| 1.ª | 1978          | ?             | ?     | ?     | ?      | ?                   | ?                   | —                   | —                        | —                        | ?                        | ?     | ?     | ?      |                    |
| 1.ª | 1979          | ?             | ?     | ?     | ?      | ?                   | ?                   | —                   | —                        | —                        | ?                        | ?     | ?     | ?      |                    |
| Total club | Total club    | ?             | ?     | ?     | ?      | ?                   | ?                   | ?                   | ?                        | ?                        | ?                        | ?     | ?     | ?      |                    |
| Darmstadt 98 Alemania Occidental |               |               |       |       |        |                     |                     |                     |                          |                          |                          |       |       |        |                    |
| 1.ª | 1978-79       | 1             | 0     | 0     | —      | —                   | —                   | —                   | —                        | —                        | 1                        | 0     | 0     | 0,00   |                    |
| Total club | Total club    | 1             | 0     | 0     | 0      | 0                   | 0                   | 0                   | 0                        | 0                        | 1                        | 0     | 0     | 0,00   |                    |
| Eintracht Fráncfort Alemania Occidental |               |               |       |       |        |                     |                     |                     |                          |                          |                          |       |       |        |                    |
| 1.ª | 1979-80       | 31            | 12    | 0     | 4      | 0                   | 0                   | 11                  | 3                        | 0                        | 46                       | 15    | 0     | 0,33   |                    |
| 1.ª | 1980-81       | 27            | 8     | 0     | 6      | 6                   | 0                   | 5                   | 2                        | 0                        | 38                       | 16    | 0     | 0,42   |                    |
| 1.ª | 1981-82       | 31            | 11    | 0     | 1      | 0                   | 0                   | 6                   | 1                        | 0                        | 38                       | 12    | 0     | 0,32   |                    |
| 1.ª | 1982-83       | 33            | 15    | 0     | 1      | 0                   | 0                   | —                   | —                        | —                        | 34                       | 15    | 0     | 0,44   |                    |
| Total club | Total club    | 122           | 46    | 0     | 12     | 6                   | 0                   | 22                  | 6                        | 0                        | 156                      | 58    | 0     | 0,37   |                    |
| Bayer Leverkusen Alemania Occidental |               |               |       |       |        |                     |                     |                     |                          |                          |                          |       |       |        |                    |
| 1.ª | 1983-84       | 34            | 12    | 0     | 1      | 0                   | 0                   | —                   | —                        | —                        | 35                       | 12    | 0     | 0,34   |                    |
| 1.ª | 1984-85       | 29            | 10    | 0     | 3      | 4                   | 0                   | —                   | —                        | —                        | 32                       | 14    | 0     | 0,44   |                    |
| 1.ª | 1985-86       | 34            | 17    | 0     | 4      | 2                   | 0                   | —                   | —                        | —                        | 38                       | 19    | 0     | 0,50   |                    |
| 1.ª | 1986-87       | 33            | 6     | 0     | 2      | 1                   | 0                   | 3                   | 2                        | 0                        | 38                       | 9     | 0     | 0,24   |                    |
| 1.ª | 1987-88       | 25            | 4     | 0     | 0      | 0                   | 0                   | 10                  | 2                        | 0                        | 35                       | 6     | 0     | 0,17   |                    |
| 1.ª | 1988-89       | 30            | 3     | 0     | 5      | 0                   | 0                   | 2                   | 0                        | 0                        | 37                       | 3     | 0     | 0,08   |                    |
| Total club | Total club    | 185           | 52    | 0     | 15     | 7                   | 0                   | 15                  | 4                        | 0                        | 215                      | 63    | 0     | 0,29   |                    |
| Total carrera | Total carrera | Total carrera | 308   | 98    | 0      | 27                  | 13                  | 0                   | 37                       | 10                       | 0                        | 372   | 121   | 0      | 0,33               |
| (1) Incluye datos de Campeonato Nacional de Corea (1976-1979), Copa del Presidente de Corea (1976-1979) y Copa de Alemania (1979-1989). (2) Incluye datos de Copa UEFA (1979-1981, 1986-1989) y Recopa de la UEFA (1981-1982). (3) No incluye goles en partidos amistosos. |               |               |       |       |        |                     |                     |                     |                          |                          |                          |       |       |        |                    |

#### Selección nacional
La KFA muestra la lista de los 136 partidos internacionales de Cha en su sitio web oficial.
La RSSSF también reconoce 136 apariciones durante la carrera internacional de Cha, pero sus detalles tienen algunas discrepancias.
FIFA lo registró con 130 encuentros en el FIFA Century Club al excluir seis partidos de la clasificación para los Juegos Olímpicos de Verano.
| Selección | Temporada     | Asia(A) | Asia(A) | Asia(A) | Mundiales(B) | Mundiales(B) | Mundiales(B) | Amistosos | Amistosos | Amistosos | Total | Total | Total  | Media goleadora |
| Selección | Temporada     | Part.   | Goles   | Asist.  | Part.        | Goles        | Asist.       | Part.     | Goles     | Asist.    | Part. | Goles | Asist. | Media goleadora |
| --- | ------------- | ------- | ------- | ------- | ------------ | ------------ | ------------ | --------- | --------- | --------- | ----- | ----- | ------ | --------------- |
| Absoluta Corea del Sur |               |         |         |         |              |              |              |           |           |           |       |       |        |                 |
| 1972 | 5             | 1       | 0       | 0       | 0            | 0            | 18           | 5         | 0         | 23        | 6     | 0     | 0,26   |                 |
| 1973 | 0             | 0       | 0       | 8       | 2            | 0            | 9            | 6         | 0         | 17        | 8     | 0     | 0,47   |                 |
| 1974 | 5             | 0       | 0       | 0       | 0            | 0            | 9            | 2         | 0         | 14        | 2     | 0     | 0,14   |                 |
| 1975 | 3             | 0       | 0       | 1       | 0            | 0            | 13           | 9         | 0         | 17        | 9     | 0     | 0,53   |                 |
| 1976 | 0             | 0       | 0       | 5       | 2            | 0            | 15           | 11        | 0         | 20        | 13    | 0     | 0,65   |                 |
| 1977 | 0             | 0       | 0       | 12      | 5            | 0            | 14           | 10        | 0         | 26        | 15    | 0     | 0,58   |                 |
| 1978 | 7             | 2       | 0       | 0       | 0            | 0            | 9            | 3         | 0         | 16        | 5     | 0     | 0,31   |                 |
| 1979 | 0             | 0       | 0       | 0       | 0            | 0            | 0            | 0         | 0         | 0         | 0     | 0     | 0,00   |                 |
| 1980 | 0             | 0       | 0       | 0       | 0            | 0            | 0            | 0         | 0         | 0         | 0     | 0     | 0,00   |                 |
| 1981 | 0             | 0       | 0       | 0       | 0            | 0            | 0            | 0         | 0         | 0         | 0     | 0     | 0,00   |                 |
| 1982 | 0             | 0       | 0       | 0       | 0            | 0            | 0            | 0         | 0         | 0         | 0     | 0     | 0,00   |                 |
| 1983 | 0             | 0       | 0       | 0       | 0            | 0            | 0            | 0         | 0         | 0         | 0     | 0     | 0,00   |                 |
| 1984 | 0             | 0       | 0       | 0       | 0            | 0            | 0            | 0         | 0         | 0         | 0     | 0     | 0,00   |                 |
| 1985 | 0             | 0       | 0       | 0       | 0            | 0            | 0            | 0         | 0         | 0         | 0     | 0     | 0,00   |                 |
| 1986 | 0             | 0       | 0       | 3       | 0            | 0            | 0            | 0         | 0         | 3         | 0     | 0     | 0,00   |                 |
| Total | 20            | 3       | 0       | 29      | 9            | 0            | 87           | 46        | 0         | 136       | 58    | 0     | 0,43   |                 |
| Total carrera | Total carrera | 20      | 3       | 0       | 29           | 9            | 0            | 87        | 46        | 0         | 136   | 58    | 0      | 0,43            |
| (A) Incluye datos de fases de clasificación para campeonatos asiáticos. (B) Incluye datos de fases de clasificación para campeonatos mundiales. |               |         |         |         |              |              |              |           |           |           |       |       |        |                 |

##### Goles internacionales
| No | Fecha                    | Sede                                                           | Oponente        | Gol | Resultado | Competición                                          |
| -- | ------------------------ | -------------------------------------------------------------- | --------------- | --- | --------- | ---------------------------------------------------- |
| 1  | 10 de mayo de 1972       | Estadio Nacional, Bangkok, Tailandia                           | República Jemer | 3–0 | 4–1       | Copa Asiática 1972                                   |
| 2  | 19 de julio de 1972      | Estadio Perak, Ipoh, Malasia                                   | Singapur        | 2–0 | 4–1       | Pestabola Merdeka 1972                               |
| 3  | 23 de julio de 1972      | Estadio Merdeka, Kuala Lumpur, Malasia                         | Indonesia       | 2–0 | 2–0       | Pestabola Merdeka 1972                               |
| 4  | 29 de julio de 1972      | Estadio Merdeka, Kuala Lumpur, Malasia                         | Malasia         | 2–0 | 2–1       | Pestabola Merdeka 1972                               |
| 5  | 20 de septiembre de 1972 | Estadio Dongdaemun, Seúl, Corea del Sur                        | Tailandia       | 3–0 | 3–0       | Copa del Presidente 1972                             |
| 6  | 22 de noviembre de 1972  | Estadio Nacional, Bangkok, Tailandia                           | Indonesia       | 1–1 | 1–1       | King's Cup 1972                                      |
| 7  | 19 de mayo de 1973       | Estadio Dongdaemun, Seúl, Corea del Sur                        | Tailandia       | 1–0 | 4–0       | Eliminatorias para la Copa Mundial de Fútbol de 1974 |
| 8  | 28 de mayo de 1973       | Estadio Dongdaemun, Seúl, Corea del Sur                        | Israel          | 1–0 | 1–0       | Eliminatorias para la Copa Mundial de Fútbol de 1974 |
| 9  | 22 de septiembre de 1973 | Estadio Dongdaemun, Seúl, Corea del Sur                        | República Jemer | 2–0 | 6–0       | Copa del Presidente 1973                             |
| 10 | 22 de septiembre de 1973 | Estadio Dongdaemun, Seúl, Corea del Sur                        | República Jemer | 4–0 | 6–0       | Copa del Presidente 1973                             |
| 11 | 30 de septiembre de 1973 | Estadio Dongdaemun, Seúl, Corea del Sur                        | Malasia         | 1–0 | 2–0       | Copa del Presidente 1973                             |
| 12 | 16 de diciembre de 1973  | Estadio Nacional, Bangkok, Tailandia                           | República Jemer | 4–0 | 5–0       | King's Cup 1973                                      |
| 13 | 22 de diciembre de 1973  | Estadio Nacional, Bangkok, Tailandia                           | Burma           | 2–0 | 2–0       | King's Cup 1973                                      |
| 14 | 25 de diciembre de 1973  | Estadio Nacional, Bangkok, Tailandia                           | Malasia         | 2–0 | 2–1       | King's Cup 1973                                      |
| 15 | 18 de mayo de 1974       | Estadio Dongdaemun, Seúl, Corea del Sur                        | Burma           | 2–0 | 3–0       | Copa del Presidente 1974                             |
| 16 | 25 de diciembre de 1974  | Hong Kong                                                      | Indonesia       |     | 3–1       | Partido amistoso                                     |
| 17 | 29 de julio de 1975      | Estadio Merdeka, Kuala Lumpur, Malasia                         | Malasia         | 2–0 | 3–1       | Pestabola Merdeka 1975                               |
| 18 | 7 de agosto de 1975      | Estadio Merdeka, Kuala Lumpur, Malasia                         | Tailandia       | 3–0 | 6–0       | Pestabola Merdeka 1975                               |
| 19 | 9 de agosto de 1975      | Estadio Merdeka, Kuala Lumpur, Malasia                         | Japón           | 1–0 | 3–1       | Pestabola Merdeka 1975                               |
| 20 | 9 de agosto de 1975      | Estadio Merdeka, Kuala Lumpur, Malasia                         | Japón           | 2–1 | 3–1       | Pestabola Merdeka 1975                               |
| 21 | 9 de agosto de 1975      | Estadio Merdeka, Kuala Lumpur, Malasia                         | Japón           | 3–1 | 3–1       | Pestabola Merdeka 1975                               |
| 22 | 11 de agosto de 1975     | Estadio Merdeka, Kuala Lumpur, Malasia                         | Indonesia       | 1–0 | 5–1       | Pestabola Merdeka 1975                               |
| 23 | 15 de agosto de 1975     | Estadio Merdeka, Kuala Lumpur, Malasia                         | Bangladés       | 4–0 | 4–0       | Pestabola Merdeka 1975                               |
| 24 | 21 de diciembre de 1975  | Estadio Nacional, Bangkok, Tailandia                           | Burma           | 1–0 | 3–1       | King's Cup 1975                                      |
| 25 | 21 de diciembre de 1975  | Estadio Nacional, Bangkok, Tailandia                           | Burma           | 2–0 | 3–1       | King's Cup 1975                                      |
| 26 | 6 de marzo de 1976       | Estadio Dongdaemun, Seúl, Corea del Sur                        | Taiwán          | 1–0 | 3–0       | Eliminatorias para los Juegos Olímpicos de 1976      |
| 27 | 27 de marzo de 1976      | Estadio Dongdaemun, Seúl, Corea del Sur                        | Japón           | 2–1 | 2–2       | Eliminatorias para los Juegos Olímpicos de 1976      |
| 28 | 10 de agosto de 1976     | Estadio Merdeka, Kuala Lumpur, Malasia                         | India           | 1–0 | 8–0       | Pestabola Merdeka 1976                               |
| 29 | 10 de agosto de 1976     | Estadio Merdeka, Kuala Lumpur, Malasia                         | India           | 5–0 | 8–0       | Pestabola Merdeka 1976                               |
| 30 | 10 de agosto de 1976     | Estadio Merdeka, Kuala Lumpur, Malasia                         | India           | 8–0 | 8–0       | Pestabola Merdeka 1976                               |
| 31 | 15 de agosto de 1976     | Estadio Merdeka, Kuala Lumpur, Malasia                         | Burma           | 2–2 | 2–2       | Pestabola Merdeka 1976                               |
| 32 | 11 de septiembre de 1976 | Estadio Dongdaemun, Seúl, Corea del Sur                        | Malasia         | 2–4 | 4–4       | Copa del Presidente 1976                             |
| 33 | 11 de septiembre de 1976 | Estadio Dongdaemun, Seúl, Corea del Sur                        | Malasia         | 3–4 | 4–4       | Copa del Presidente 1976                             |
| 34 | 11 de septiembre de 1976 | Estadio Dongdaemun, Seúl, Corea del Sur                        | Malasia         | 4–4 | 4–4       | Copa del Presidente 1976                             |
| 35 | 13 de septiembre de 1976 | Estadio Dongdaemun, Seúl, Corea del Sur                        | India           | 4–0 | 4–0       | Copa del Presidente 1976                             |
| 36 | 17 de septiembre de 1976 | Estadio Dongdaemun, Seúl, Corea del Sur                        | Singapur        | 1–0 | 7–0       | Copa del Presidente 1976                             |
| 37 | 17 de septiembre de 1976 | Estadio Dongdaemun, Seúl, Corea del Sur                        | Singapur        | 7–0 | 7–0       | Copa del Presidente 1976                             |
| 38 | 22 de diciembre de 1976  | Estadio Nacional, Bangkok, Tailandia                           | Malasia         | 1–1 | 1–1       | King's Cup 1976                                      |
| 39 | 14 de febrero de 1977    | Singapur                                                       | Singapur        | 1–0 | 4–0       | Partido amistoso                                     |
| 40 | 18 de febrero de 1977    | Estadio Al Ahli, Manama, Baréin                                | Baréin          |     | 4–1       | Partido amistoso                                     |
| 41 | 20 de marzo de 1977      | Estadio Dongdaemun, Seúl, Corea del Sur                        | Israel          | 1–0 | 3–1       | Eliminatorias para la Copa Mundial de Fútbol de 1978 |
| 42 | 3 de abril de 1977       | Estadio Dongdaemun, Seúl, Corea del Sur                        | Japón           | 1–0 | 1–0       | Eliminatorias para la Copa Mundial de Fútbol de 1978 |
| 43 | 26 de junio de 1977      | Estadio Hong Kong, Hong Kong                                   | Hong Kong       | 1–0 | 1–0       | Eliminatorias para la Copa Mundial de Fútbol de 1978 |
| 44 | 17 de julio de 1977      | Estadio Merdeka, Kuala Lumpur, Malasia                         | Libia           |     | 4–0       | Pestabola Merdeka 1977                               |
| 45 | 22 de julio de 1977      | Estadio Merdeka, Kuala Lumpur, Malasia                         | Indonesia       | 3–1 | 5–1       | Pestabola Merdeka 1977                               |
| 46 | 24 de julio de 1977      | Estadio Merdeka, Kuala Lumpur, Malasia                         | Burma           | 2–0 | 4–0       | Pestabola Merdeka 1977                               |
| 47 | 31 de julio de 1977      | Estadio Merdeka, Kuala Lumpur, Malasia                         | Irak            | 1–0 | 1–0       | Pestabola Merdeka 1977                               |
| 48 | 27 de agosto de 1977     | Sydney Sports Ground, Sídney, Australia                        | Australia       | 1–0 | 1–2       | Eliminatorias para la Copa Mundial de Fútbol de 1978 |
| 49 | 3 de septiembre de 1977  | Estadio Dongdaemun, Seúl, Corea del Sur                        | Tailandia       | 3–0 | 5–1       | Copa del Presidente 1977                             |
| 50 | 5 de septiembre de 1977  | Estadio Cívico de Daegu, Daegu, Corea del Sur                  | India           | 1–0 | 3–0       | Copa del Presidente 1977                             |
| 51 | 5 de septiembre de 1977  | Estadio Cívico de Daegu, Daegu, Corea del Sur                  | India           | 3–0 | 3–0       | Copa del Presidente 1977                             |
| 52 | 13 de septiembre de 1977 | Estadio Dongdaemun, Seúl, Corea del Sur                        | Malasia         | 2–0 | 3–0       | Copa del Presidente 1977                             |
| 53 | 5 de noviembre de 1977   | Estadio Al Kuwait Sports Club, Ciudad de Kuwait, Kuwait        | Kuwait          | 1–0 | 2–2       | Eliminatorias para la Copa Mundial de Fútbol de 1978 |
| 54 | 19 de julio de 1978      | Estadio Merdeka, Kuala Lumpur, Malasia                         | Japón           | 2–0 | 4–0       | Pestabola Merdeka 1978                               |
| 55 | 22 de julio de 1978      | Estadio Merdeka, Kuala Lumpur, Malasia                         | Irak            | 2–0 | 2–0       | Pestabola Merdeka 1978                               |
| 56 | 25 de julio de 1978      | Estadio Merdeka, Kuala Lumpur, Malasia                         | Indonesia       | 1–0 | 2–0       | Pestabola Merdeka 1978                               |
| 57 | 11 de diciembre de 1978  | Estadio de la Universidad de Chulalongkorn, Bangkok, Tailandia | Baréin          | 3–0 | 5–1       | Juegos Asiáticos de 1978                             |
| 58 | 17 de diciembre de 1978  | Bangkok, Tailandia                                             | China           | 1–0 | 1–0       | Juegos Asiáticos de 1978                             |

##### Participaciones en fases finales
| Torneo                         | Sede      | Resultado    | Partidos | Goles |
| ------------------------------ | --------- | ------------ | -------- | ----- |
| Copa Asiática 1972             | Tailandia | Subcampeón   | 5        | 1     |
| Juegos Asiáticos de 1974       | Teherán   | Segunda fase | 5        | 0     |
| Juegos Asiáticos de 1978       | Bangkok   | Campeón      | 7        | 2     |
| Copa Mundial de Fútbol de 1986 | México    | Primera fase | 3        | 0     |

## Palmarés

### Campeonatos nacionales
| Título           | Equipo              | País     | Año  |
| ---------------- | ------------------- | -------- | ---- |
| Copa de Alemania | Eintracht Fráncfort | Alemania | 1981 |

### Copas internacionales
| Título          | Equipo              | País     | Año  |
| --------------- | ------------------- | -------- | ---- |
| Copa de la UEFA | Eintracht Fráncfort | Alemania | 1980 |
| Copa de la UEFA | Bayer Leverkusen    | Alemania | 1988 |